# 稲荷神社 (さいたま市岩槻区南平野)

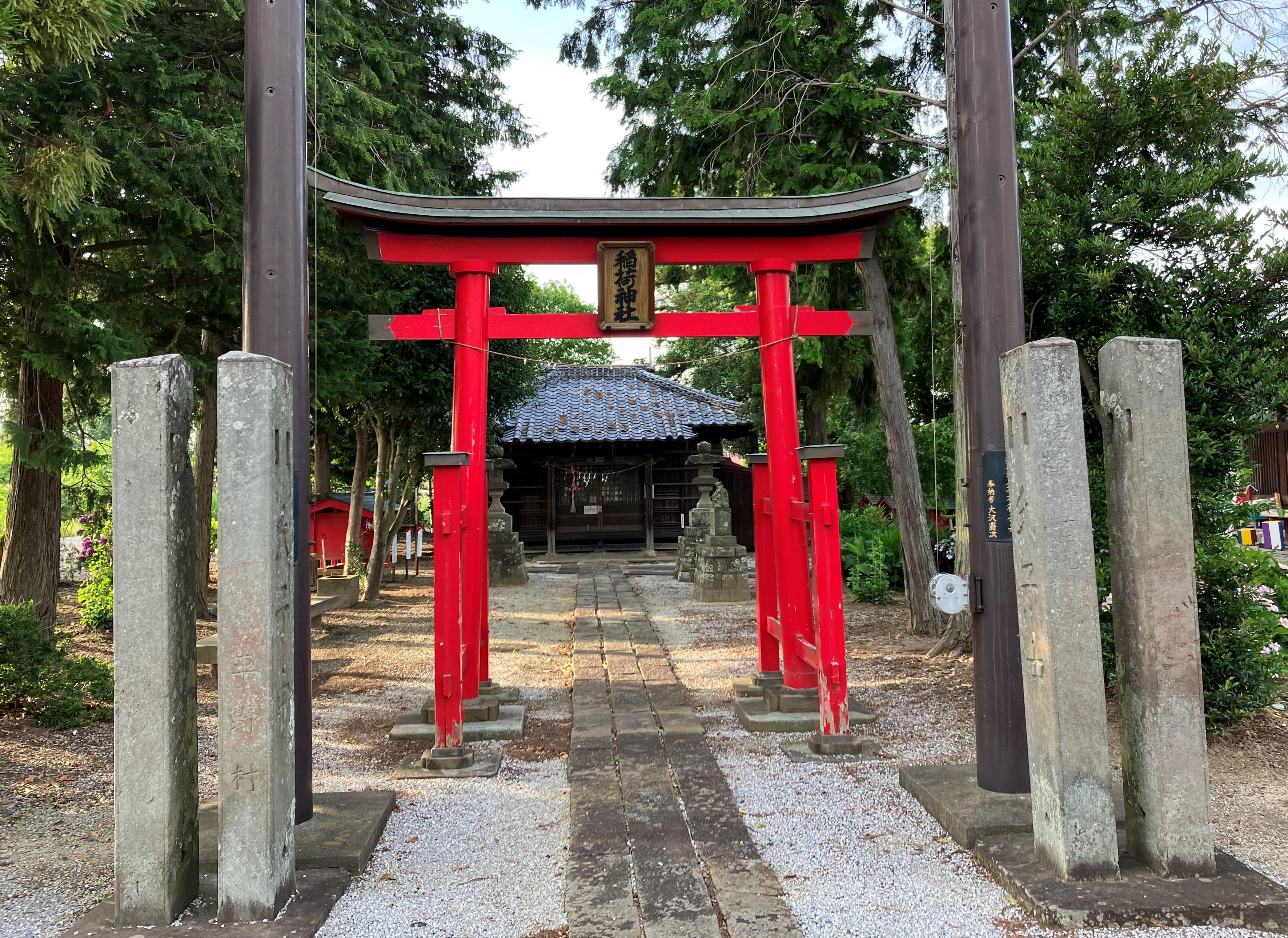
鳥居

稲荷神社（いなりじんじゃ）は、埼玉県さいたま市岩槻区の神社。

## 歴史
創建年代は不明である。ただ旧別当寺の西福寺の隣に位置していることから、西福寺と同じ頃に創建されたものと推測される。明治初期の神仏分離により、西福寺は別当寺の任は解かれたが、当社の祭に際して西福寺の境内等が使われるなど、西福寺との協力関係は続いている。
かつて、当社の社殿は西向きに建てられていたが、岩槻藩の藩主が神社前で落馬したことから、南向き（正確には南南東）に改められたという。
その後に近代社格制度に基づく「村社」に列せられた。かつては虫追いの行事があったが、1955年（昭和30年）頃に廃絶した。

## 交通アクセス
- 東岩槻駅より徒歩11分。

## 関連文献
- 「平野村 稲荷社」『新編武蔵風土記稿』 巻ノ202埼玉郡ノ4、内務省地理局、1884年6月。NDLJP:764007/94。